# Fernando Álvarez de Miranda y Torres
Fernando Álvarez de Miranda y Torres (Santander, Cantàbria 1924 - Madrid, 7 de maig de 2016) va ser un polític i professor universitari espanyol que fou President del Congrés dels Diputats en el primer govern de la UCD.

## Biografia
Va néixer el 14 de gener de 1924 a la ciutat de Santander. Va estudiar dret a la Universitat de Saragossa, finalitzant-la a la Universitat de Madrid l'any 1948. Interessat en la docència fou professor de dret processal a la Universitat Complutense de Madrid.

## Activitat política
D'ideologia democristiana i monàrquica, va ser deportat a Fuerteventura pel règim franquista després d'assistir al Congrés del Moviment Europeu a Múnic (el denominat despectivament per la dictadura Contuberni de Múnic) l'any 1962. Membre del Consell Personal de Joan de Borbó des de 1964, fou també militant de Izquierda Democrática.
Durant la Transició espanyola va fundar Izquierda Democrática Cristiana, com a escissió d'Izquierda Democràtica i s'integrà en el Partit Popular Demòcrata Cristià que com a Partit Demòcrata Cristià es va unir, per la seva banda, a la Unió de Centre Democràtic (UCD), amb la qual fou escollit diputat al Congrés per la província de Palència. En l'obertura de la Legislatura Constituient l'any 1977 fou nomenat President del Congrés dels Diputats, càrrec que va ocupar fins al març de 1979. Reescollit diputat en les eleccions generals de 1979, fou vocal de la Diputació Permanent, de Justícia, Assumptes Exteriors i del Defensor del Poble.
L'any 1986 fou nomenat ambaixador al Salvador pel govern socialista, càrrec que va desenvolupar fins al 1989. Posteriorment entre 1994 i 1999 fou nomenat Defensor del Poble.